# Бахтияры (деревня)
Бахтияры — деревня в Завьяловском районе Удмуртии, входит в Якшурское сельское поселение. 

## География
Находится в 13 км к северо-востоку от центра Ижевска, на левом берегу реки Вожойка.

## Население
| 2010 | 2012 |
| ---- | ---- |
| 66   | ↗89  |